# Chaetoclusia nigromaculata
Chaetoclusia nigromaculata är en tvåvingeart som beskrevs av Axel Leonard Melander och Argo 1924. Chaetoclusia nigromaculata ingår i släktet Chaetoclusia och familjen träflugor.
Artens utbredningsområde är Haiti. Inga underarter finns listade i Catalogue of Life.